# Aca Larentia

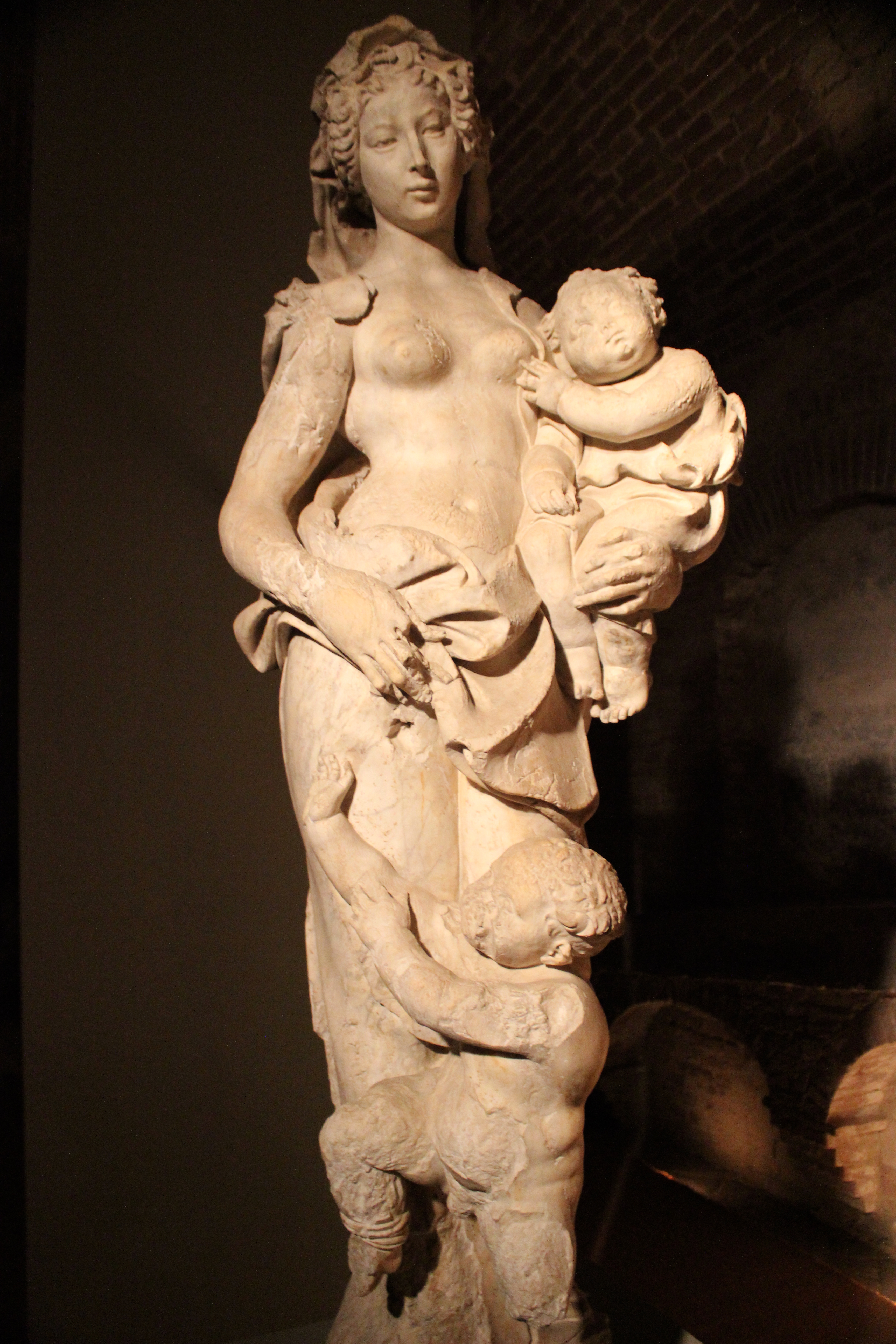
Escultura de Aca Larentia.

Aca Larentia protagoniza dos leyendas en la mitología romana.

## Primera leyenda
Está situada en el reinado de Rómulo o de Anco Marcio, dice que Aca Larentia, una de las más bellas mujeres de Roma, fue la mujer que Hércules ganó en una partida de dados al guardián de su templo. Una vez hubo gozado de ella, Hércules le aconsejó que se pusiese al servicio del primer hombre que encontrase. El afortunado fue un etrusco rico llamado Tarucio, que se casó con ella. Cuando aquel murió, Aca heredó toda su fortuna: grandes propiedades en las cercanía de Roma que ella, a su vez, terminó legando al pueblo. Aca Larentia desapareció, anciana, en el Velabro, sin dejar rastro, en el mismo lugar donde estaba sepultada la otra Larentia, protagonista de la segunda leyenda.

## Segunda leyenda

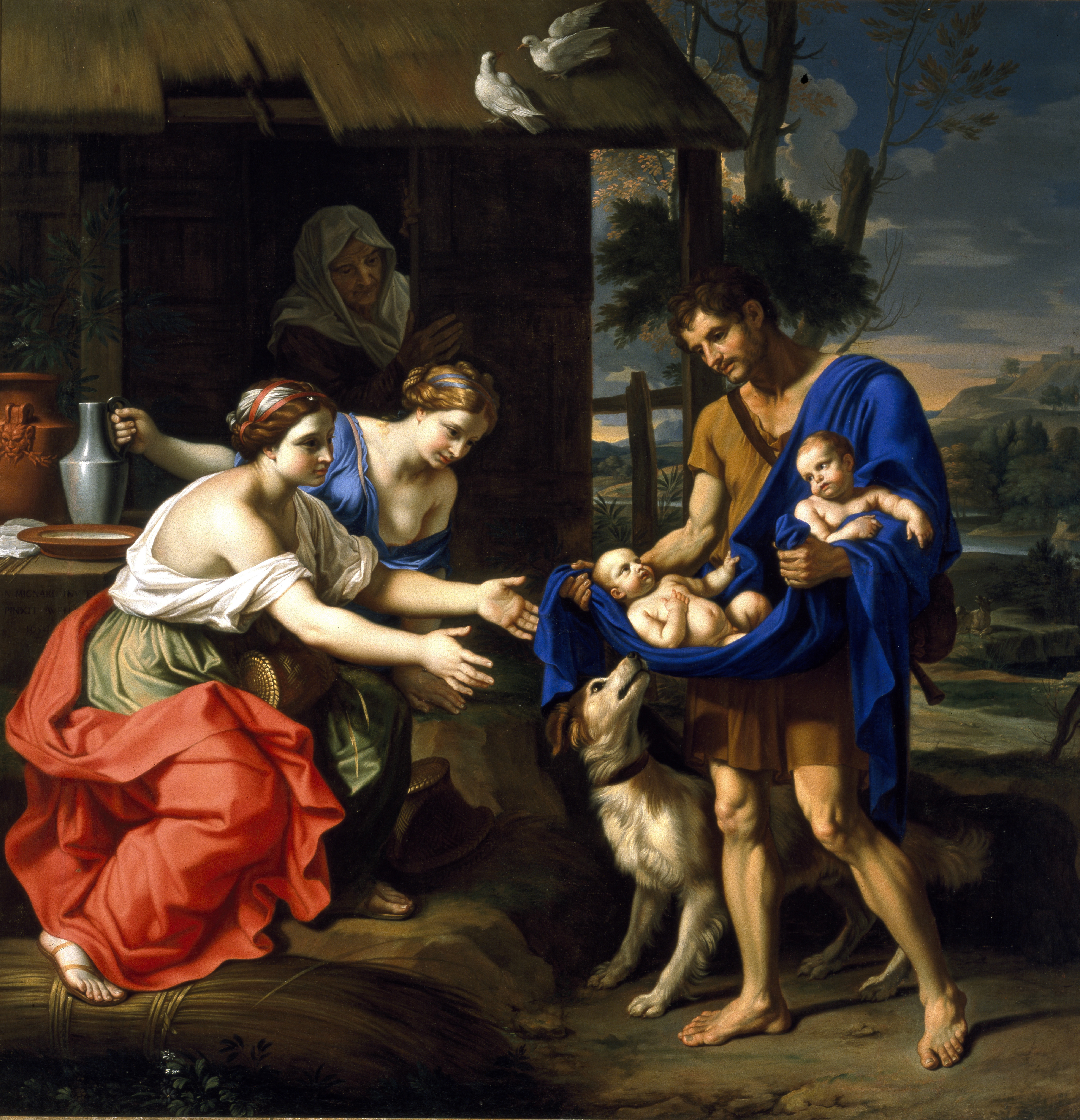
El pastor Fáustulo llevando a Rómulo y Remo a su esposa. Pintura de Nicolas Mignard (Museo de Arte de Dallas).

Aca Larentia era la esposa de Fáustulo, pastor que salvó las vidas de Rómulo y Remo. Tuvo doce hijos y a la muerte de uno de ellos Rómulo tomó su lugar. Junto con los otros once se formó el colegio de los hermanos Arvales (Fratres Arvales). Es por ello que la Diosa se identifica con ese Colegio. El flamen Quirinalis actúa en el rol de Rómulo (deificado como Quirino) para llevar a cabo los ritos funerarios por su madre adoptiva.
Aca Larentia pudo haber sido la lupa (que en latín significa tanto «loba» como «prostituta») que amamantó a los gemelos. Su fiesta, el Larentalia, se celebraba el 23 de diciembre.